# Palanzano
Palanzano é uma comuna italiana da região da Emília-Romanha, província de Parma, com cerca de 1.355 habitantes. Estende-se por uma área de 70 km², tendo uma densidade populacional de 19 hab/km². Faz fronteira com Corniglio, Monchio delle Corti, Neviano degli Arduini, Ramiseto (RE), Tizzano Val Parma, Vetto (RE).

## Demografia
| Variação demográfica do município entre 1861 e 2011                               |
|                                                                                   |
| Fonte: Istituto Nazionale di Statistica (ISTAT) - Elaboração gráfica da Wikipedia |